# Міжгір'я (Івано-Франківський район)
Міжгі́р'я (до 1963 р. — Майдáн) — село в Україні, в Івано-Франківському районі Івано-Франківської області. Входить до складу Дзвиняцької сільської громади. До 2017 року орган місцевого самоврядування — Міжгірська сільська рада.

## Назва
Село споконвіку називалося Майдан, однак 25 листопада 1963 року постановою облвиконкому № 735 перейменовано на нинішню назву.

## Історія
28 мешканців села воювали у складі австрійської армії під час першої світової війни.
Розпорядженням Ради міністрів 30 травня 1931 року село передане з Калуського повіту до Богородчанського.
На 1 січня 1939 року в селі мешкало 930 осіб, з них 780 українців-греко-католиків, 130 поляків (прибули в 1920-х роках на нафтові копальні) та 20 євреїв.

#### УПА
У ніч на 25 листопада 1944 року сотня сотенного «Іскри» чисельністю близько 200 осіб наскочила на Солотвинський РВ НКВС. Партизани оточили квартиру начальника РВ НКВС Мамоненка та його заступника по міліції Рябова, підпалили будинок, у результаті згоріли: Мамоненко, його дружина, троє дітей і Рябов. Співробітники РВ НКВС, які перебували в будинку, зав'язали перестрілку з партизанами, яка тривала три з половиною години. Винищувальний батальйон з 90 осіб розбігся. В результаті наскоку звільнили з камери попереднього затримання РВ НКВС 22 арештантів і зникли. Для переслідування була вислана військова група, яка, наздогнавши сотню в районі села Міжгір'я (тоді — село Майдан Солотвинського району), зав'язала бій, у якому загинуло 66 партизанів. Серед загиблих хибно опізнали труп як сотенного «Іскри».